# Línguas karen
As línguas Karen (en|k|ə|ˈ|r|ɛ|n)  são línguas tonais faladas por cerca de três milhões de pessoas da etnia Karens. A sua real afiliação às línguas tibeto-birmanesas não estão ainda confirmadas.   As línguas Karen são escritas com o alfabeto birmanês . Os três principais ramos das Karen são Sgaw, Pwo Karen e Pa'o.
A língua Karen (chamada também Kayah ou Karen Vermelho) e a língua do  povo Padaung se relacionam ao grupo Sgaw. São as únicas línguas Tibeto-Birmanesas a ter ordem de palavras SVO (Sujeito0Verbo-Objeto), as demais usam a ordem SOV (Sujeito-Objeto-Verbo).  ordem. Essa característica SVO se deve à proximidade geográfica com a língua mon (do povo mon) e das línguas tai. Outra característica é o fato de não terem sofrido influência da língua chinesa.

## Classificação
Com as línguas Karen são linguisticamente conservadoras em muitos aspectos, Benedict (1972) removeu as línguas Karen da família Tibeto-Birmanesa e criou família Tibeto-Karen, mas isso não mais é aceito..
A estrutura interna da família é o seguinte:
- língua Pa'o
- línguas Pwo Karen (Oriental), Pwo  Ocidental, Pwo Karen do Norte, Pwo Karen Phrae.
- Sgaw–Bghai
  - Bghai: línguas Lahta, Padaung (Kayan), Bwe (Bghai), Geko, Geba.
  - língua Brek (Bwe)
  - Kayah: línguas Kayah Oriental, Kayah Ocidental, Yintale, Manumanaw.
  - Sgaw: línguas S'gaw Karen, Paku Karen (própria), Mopwa .

### Manson (2011)
Manson (2011) classificou as línguas Karen como se segue. As classificações das Geker, Gekho, Kayaw e Manu são ambíguas, pois elas podem ser da Central ou do Sul.
- Periférica
  - língua Pa'o
  - língua Pwo Karen
- Norte
  - língua Padaung Kayan
  - língua Lahta
  - Yinbaw
  - língua Yintale
- Central
  - línguas Kayah ocidentais e línguas orientais
  - Geba, Bwe
  - Paku (?)
  - Geker, Geko (Gekho) – podem ser Central ou Sul
  - Kayaw, Manu  - podem ser Central ou Sul
- Sul
  - línguas S'gaw Karen  e Paku
  - Dermuha, Palaychi

### Shintani (2012)
Shintani (2012:x) dá a seguinte classificação provisória, proposta em 2002, para o que chama de linguagens "Brakaloungic", dentro das Karen; Linguagens individuais são marcadas em itálico.
Brakaloungic
- Pao
  - Pao
- Karen
  - Kayah-Padaung
    - Kayah
    - Pado-Thaido-Gekho
      - Thaidai
      - Pado-Gekho
        - Gekho
        - Padaung
          - Padaung
          - Gekho (Yathu Gekho)

  - Bwe
    - Bweba-Kayaw
      - Kayaw
      - Bweba
        - Geba
        - Bwe

  - Sgaw-Pwo
    - Pwo
    - Mobwa
      - Mopwa
      - Blimaw

    - Pako-Sgaw
      - Sgaw
      - Pakubwa
        - Paku
        - Monebwa
        - Thalebwa

Porém, quando da publicação Shintani (2012) relatou a existência de mais de 40 idiomas Brakaloungic (ou dialetos), muitos dos quais só recentemente foram relatados e documentados. Shintani também relata que a influência Mon está presente em todas as línguas Brakaloungic, havendo algumas também influenciadas pelo Birmanês e pelo Shan.